# Justin Schoenefeld
Justin Schoenefeld, né le 13 août 1998 à Lawrenceburg dans l'Indiana, est un skieur acrobatique américain spécialisé dans le saut acrobatique.

## Carrière
Schoenefeld a participé à la Coupe Nor-Am pour la première fois à Park City en décembre 2014, terminant 12e et 10e. Au cours de la saison 2015-16, il a terminé cinq fois parmi les dix premiers, se classant neuvième au classement de la discipline des sauts. Il a obtenu sa première victoire dans cette série à Lake Placid.
Aux Championnats du monde juniors 2017 à Chiesa in Valmalenco, il termine à la 15e position. Au cours de la saison 2017/18, il remporte le classement de la discipline des sauts dans la Coupe Nor-Am avec trois victoires. Il fait ses débuts en Coupe du monde en janvier 2019 à Lake Placid, où il termine à la 17e place. Il s'ensuit deux classements parmi les dix premiers et à la fin de la saison une dixième place dans la Coupe du monde de sauts. Après une neuvième place au Deer Valley Resort et une 18e place à Moscou lors de la saison 2019/20, il décroche sa première victoire en Coupe du monde à Minsk. Il termine à nouveau la saison à la dixième place de la Coupe du monde de sauts. 
En février 2022, il est champion olympique par équipe aux Jeux de Pékin avec sa petite amie Ashley Caldwell et Christopher Lillis. En individuel, il accède à la finale avec une cinquième place.

## Palmarès

### Jeux olympiques d'hiver
| Épreuve / Édition | Saut acrobatique individuel | Saut acrobatique en équipe |
| JO 2022 Pékin     | 5e                          | Or                         |

### Championnats du monde
| Épreuve / Édition    | Saut acrobatique | Saut acrobatique en équipe |
| Mondiaux 2021 Almaty | 17e              | -                          |